# 태릉고등학교
태릉고등학교(泰陵高等學校)는 대한민국 서울특별시 중랑구 묵동에 있는 공립 고등학교이다.

## 학교 연혁
- 1984년 12월 17일 : 태릉고등학교 설립 인가
- 1985년 3월 1일 : 초대 양재도 교장 취임
- 1985년 5월 7일 : 개교식
- 1988년 2월 12일 : 제1회 졸업식(졸업생 503명)
- 1995년 12월 28일 : 체육관 준공
- 2002년 6월 16일 : 정보 종합 센터 준공
- 2005년 2월 28일 : 학교 식당 준공
- 2022년 2월 10일 : 제35회 졸업식(졸업생 누계 16,593명)
- 2022년 3월 1일 : 제13대 조상주 교장 취임
- 2022년 3월 2일 : 제38회 입학식(남 135명, 여 103명)

## 참고 자료
- 태릉고등학교 - 한국교육학술정보원 학교알리미